# Радомско (станция)
Радомско  (пол. Radomsko) — пассажирская и грузовая железнодорожная станция в городе Радомско, в Лодзинском воеводстве Польши. Имеет 1 платформу и 2 пути. 
Станция 2 класса построена на линии Варшаво-Венской железной дороги в 1846 году, когда эта территория была в составе Царства Польского.В 1873 году начата постройка нового пассажирского здания,в 1877 году старое  пассажирское здание переделано в жилой дом.В 1889 году у станции 3 класс.
20 мая 1893 года приказом МПС за № 892  станция была переименована в «Новорадомск».
Нынешнее название станция носит с 1923 года.
Теперешнее здание вокзала построили в 1935 году.
В 1865 году, в 5,5 верстах от станции был проложен подъездной путь к копи гравия "Добрышице", длиной 1,011 версты.
В 1899 году пп к сталелитейному заводу "Металлург" О-ва в России, длиной 0,338 версты и к фабрике гнутой мебели "Тонет", длиной 0,057 версты.